# Raphinha
Raphael Dias Belloli (sinh ngày 14 tháng 12 năm 1996), thường được biết đến với tên gọi Raphinha, là một cầu thủ bóng đá chuyên nghiệp người Brazil hiện đang thi đấu ở vị trí tiền đạo cho câu lạc bộ La Liga Barcelona và đội tuyển bóng đá quốc gia Brasil. Nổi tiếng nhờ lối chơi giàu tốc độ, kỹ thuật, khả năng rê bóng tốt, và khả năng dứt điểm nhạy bén, anh được đánh giá là một trong những cầu thủ xuất sắc nhất thế giới trong thế hệ của mình.
Raphinha bắt đầu sự nghiệp của mình với câu lạc bộ Brazil Avaí, trước khi ký hợp đồng với đội bóng Bồ Đào Nha Vitória de Guimarães vào năm 2016, nơi anh có màn ra mắt chuyên nghiệp. Năm 2018, anh gia nhập câu lạc bộ Primeira Liga Sporting CP, giành cú đúp Taça de Portugal và Taça da Liga vào năm 2019. Sau khi thi đấu cho Rennes và Leeds United, anh ký hợp đồng với câu lạc bộ Tây Ban Nha Barcelona vào năm 2022 với giá chuyển nhượng 58 triệu euro (50 triệu bảng).
Mặc dù chưa từng được gọi lên tuyển trẻ, anh đã có trận ra mắt màu áo đội tuyển quốc gia chuyên nghiệp vào năm 2021 và đại diện cho đất nước tham dự FIFA World Cup 2022 và Copa América 2024.

## Thời thơ ấu
Raphinha sinh ra tại Porto Alegre, Brazil, nơi anh lớn lên ở Restinga, một khu ổ chuột xa trung tâm thành phố. Cha của anh là người gốc Ý và mẹ anh là người Brazil lai. Cha của anh là một nhạc sĩ nghiệp dư. Anh ấy đã có một tuổi thơ khốn khó khi phải chia sẻ phòng ngủ với cha mẹ, em trai và thú cưng; phải vật lộn để trả chi phí đi lại và đôi khi phải ăn xin thức ăn.
Năm bảy tuổi, anh đã tham dự tiệc sinh nhật của Ronaldinho vì mối quan hệ của cha và chú anh với cầu thủ này. Họ đã gặp nhau nhiều lần kể từ đó và đã phát triển một tình bạn lâu dài.
Trước khi bắt đầu sự nghiệp bóng đá chuyên nghiệp của mình, Raphinha đã tham gia các giải đấu várzea cho đến năm 18 tuổi, mà anh mô tả là "một mạng lưới các trận đấu và giải đấu độc lập do cộng đồng địa phương tổ chức" dưới cấp học viện, trong đó bất kỳ cầu thủ tiềm năng nào cũng được phép tham gia. Các trận đấu trong các giải đấu này diễn ra trong điều kiện khắc nghiệt, bao gồm cả việc người hâm mộ đội nhà quấy rối các cầu thủ của đội đối phương gần phòng thay đồ trước trận đấu, tiếng súng, sân đất nện đầy bụi và cát, nhiệt độ cao, cột thay vì lưới và các đội không mặc áo vì không có số đeo.
Anh có tình bạn lâu dài với Bruno Fernandes, bắt đầu trước khi họ trở thành đồng đội tại Sporting CP. Theo Raphinha, Fernandes đã giúp anh ấy và sự nghiệp bóng đá của anh ấy rất nhiều. Trước khi gia nhập Leeds United, Fernandes đã nói với Raphinha rằng phong cách của anh sẽ "phù hợp với giải đấu" (ám chỉ đến Premier League).

## Sự nghiệp câu lạc bộ

### Avaí
Sau những lần thử việc không thành công với hai câu lạc bộ là Internacional và Grêmio, Raphinha bắt đầu sự nghiệp của mình bằng cách chơi bóng đá trẻ với Imbituba, nơi anh sau đó được Avaí chiêu mộ. Năm 18 tuổi, Raphinha bắt đầu sự nghiệp của mình với đội U20 của Avaí tại Campeonato Brasileiro Série A năm 2014. Sau khi bị thương, anh không thể góp mặt trong đội hình nhưng vẫn tiếp tục tập luyện một mình. Mặc dù Raphinha ngày càng được nhiều câu lạc bộ hàng đầu của Brazil quan tâm, Avaí vẫn giữ anh lại cho đến năm 2016, nơi anh thể hiện kỹ năng của mình tại Copa São Paulo de Futebol Júnior.

### Vitória de Guimarães

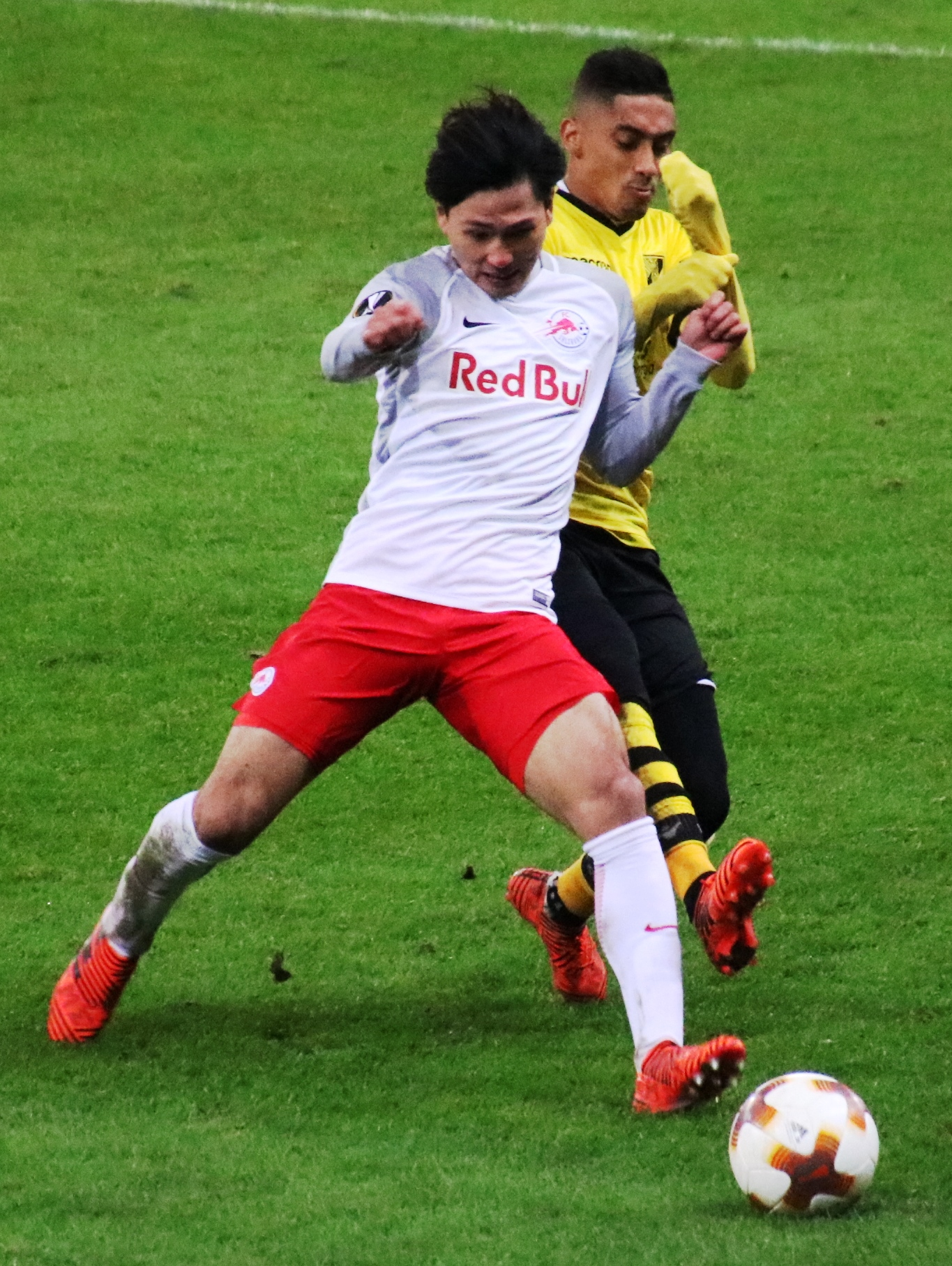
Raphinha (phía sau) chơi cho Vitória de Guimarães năm 2017

Vào ngày 2 tháng 2 năm 2016, Raphinha ký hợp đồng với đội bóng Bồ Đào Nha Vitória de Guimarães, sau khi được Deco theo dõi tại Copa São Paulo de Futebol Júnior, người đã ký hợp đồng với anh với công ty của anh, D20 Sports, và sắp xếp việc chuyển anh đến Vitória. Anh ấy có trận ra mắt cho Vimaranenses vào ngày 13 tháng 3 năm 2016 trước Paços de Ferreira. Anh ghi bàn thắng đầu tiên cho câu lạc bộ vào lưới Marítimo vào ngày 20 tháng 8 năm 2016. Anh ấy lần đầu tiên thi đấu tại UEFA Europa League 2017–18 vào ngày 14 tháng 9 năm 2017 trong trận đấu với Red Bull Salzburg. Anh ấy đã giành giải Cầu thủ đột phá của năm của Vitória Guimarães vào năm 2017. Anh ghi 18 bàn sau 43 trận (trên mọi đấu trường) trong mùa giải 2017–18 cho Vitória de Guimarães.

### Sporting CP
Vào tháng 5 năm 2018, anh chuyển đến câu lạc bộ Bồ Đào Nha khác là Sporting CP cho đến năm 2019. Anh ấy ra mắt vào ngày 12 tháng 8 trong trận đấu với Moreirense. Anh ấy đã ghi bàn thắng đầu tiên cho câu lạc bộ vào ngày 20 tháng 9 năm 2018 trong trận đấu với Qarabag trong chiến thắng 2–0 tại UEFA Europa League 2018–19. Anh ấy gặp khó khăn trong việc dứt điểm với chỉ 4 bàn thắng và rất nhiều đường kiến tạo, đặc biệt là do chấn thương cơ cản trở sự tiến bộ của anh ấy, nhưng là một phần của đội đã giành chức vô địch Taça da Liga và Taça de Portugal tại mùa giải năm ấy, ghi một quả phạt đền trong chiến thắng trong loạt sút luân lưu trước Porto.

### Rennes
Anh ấy đã ký hợp đồng với câu lạc bộ Pháp Rennes vào năm 2019, với mức phí chuyển nhượng khoảng 21 triệu euro, bản hợp đồng kỷ lục của câu lạc bộ. Anh đã ghi bàn và có một pha kiến tạo trong trận đấu cuối cùng cho câu lạc bộ trong trận đấu tại Ligue 1 với Reims với tỷ số hòa 2–2 vào ngày 4 tháng 10 năm 2020. Anh đã ghi được tám bàn thắng và có bảy pha kiến tạo trong thời gian ở câu lạc bộ, nơi anh đã giúp Rennes giành vị trí thứ ba và đủ điều kiện tham dự UEFA Champions League 2020–21 trong mùa giải Ligue 1 2019–20.

### Leeds United
Vào ngày 5 tháng 10 năm 2020, anh gia nhập Leeds United theo hợp đồng có thời hạn bốn năm với mức phí không được tiết lộ, được cho là vào khoảng 17 triệu bảng Anh, tương đương khoảng 20 triệu euro.

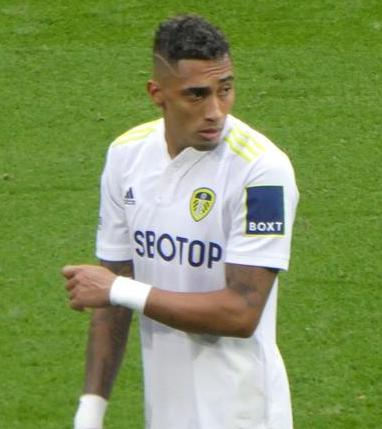
Raphinha chơi cho Leeds United năm 2021

Vào ngày 19 tháng 10 năm 2020, anh ra mắt với tư cách là cầu thủ dự bị trong hiệp hai trong trận thua 1–0 trước Wolverhampton Wanderers. Trận ra mắt chính thức của anh là trên sân nhà trước Arsenal vào ngày 22 tháng 11 năm 2020. Vào ngày 28 tháng 11 năm 2020, Raphinha ghi bàn thắng đầu tiên cho Leeds trong chiến thắng 1–0 trên sân khách trước Everton. Bàn thắng quyết định của anh đã mang về chiến thắng đầu tiên cho Leeds tại Premier League tại Goodison Park và chiến thắng đầu tiên tại giải đấu của họ tại Everton kể từ năm 1990.
 Anh kết thúc mùa giải với sáu bàn thắng, tất cả đều từ các trận đấu thuộc giải đấu vô địch quốc gia.
Raphinha ghi bàn thắng đầu tiên trong mùa giải vào ngày 21 tháng 8 năm 2021, trong trận đấu trên sân nhà đầu tiên của Leeds, một cú sút chìm gỡ hòa ở phút 72 ngay trong vòng cấm, trong kết quả 2–2 trước Everton, được đề cử là một trong những Bàn thắng đẹp nhất tháng 8 của Giải Ngoại hạng Anh.
Raphinha kết thúc mùa giải với tư cách là cầu thủ ghi nhiều bàn thắng nhất cho Leeds với 11 bàn thắng, bao gồm bàn thắng đầu tiên của trận đấu trong chiến thắng 2–1 trên sân khách trước Brentford F.C. vào ngày cuối cùng của mùa giải, từ chấm phạt đền sau khi bị thủ môn David Raya của Brentford phạm lỗi, xác nhận vị thế của Leeds tại Premier League.
Trong kỳ chuyển nhượng mùa hè, Chelsea đã có một thỏa thuận với Leeds để ký hợp đồng với anh, với cả hai câu lạc bộ đồng ý mức phí chuyển nhượng là 55 triệu bảng Anh, bất chấp sự quan tâm của Arsenal và Tottenham Hotspur. Tuy nhiên, Raphinha thích chuyển đến Barcelona, bất chấp những khó khăn về tài chính của họ. Điều này dẫn đến việc Raphinha bay đến Barcelona để hoàn tất một thỏa thuận, bị loại khỏi đội hình của Leeds trong chuyến du đấu trước mùa giải của họ đến Úc để hoàn tất một vụ chuyển nhượng.

### Barcelona

#### 2022–24: Thích nghi với môi trường bóng đá Tây Ban Nha và danh hiệu La Liga
Ngày 15 tháng 7 năm 2022, Raphinha ký hợp đồng năm năm với đội bóng tại La Liga là Barcelona với phí chuyển nhượng ban đầu là 50 triệu £, và có thể nâng lên thành 55 triệu £ theo các điều kiện hợp đồng sau khi Chelsea không thuyết phục được anh.
Ngày 13 tháng 8, anh có trận đấu chính thức đầu tiên cho Barcelona trong trận hòa không bàn thắng với Rayo Vallecano tại vòng 1 La Liga 2022–23. Ngày 3 tháng 9, anh có pha lập công đầu tiên cho Barcelona khi mở tỉ số ở phút 21 giúp đội bóng của mình đánh bại chung cuộc Sevilla 3-0 trong chuyến làm khách tại sân Ramón Sánchez Pizjuán.
Vào ngày 16 tháng 1 năm 2023, Barcelona đã giành chiến thắng trong trận chung kết Siêu cúp Tây Ban Nha 2023, sau chiến thắng 3–1 trước đối thủ Real Madrid trong trận El Clásico, qua đó giành danh hiệu đầu tiên cùng câu lạc bộ. Vào ngày 16 tháng 2, Raphinha đã kiến tạo và ghi bàn trong trận hòa 2–2 với Manchester United trong vòng play-off loại trực tiếp tại Europa League tại Camp Nou. Barcelona đã bị loại khỏi giải đấu sau khi để thua 2–1 ở trận lượt đi trên sân khách tại Old Trafford. Vào nửa sau của mùa giải, anh đã có cơ hội thể hiện khi Dembélé dính chấn thương cơ, nhưng phong độ của anh không ổn định trong suốt thời gian đó, khiến Raphinha liên tục ra vào đội hình xuất phát. Vào ngày 14 tháng 5, anh đã kiến tạo cho Robert Lewandowski ghi bàn thắng thứ hai, giúp Barcelona đánh bại Espanyol với tỷ số 4–2 trong trận Derbi Barceloní, qua đó xác nhận họ là nhà vô địch La Liga.

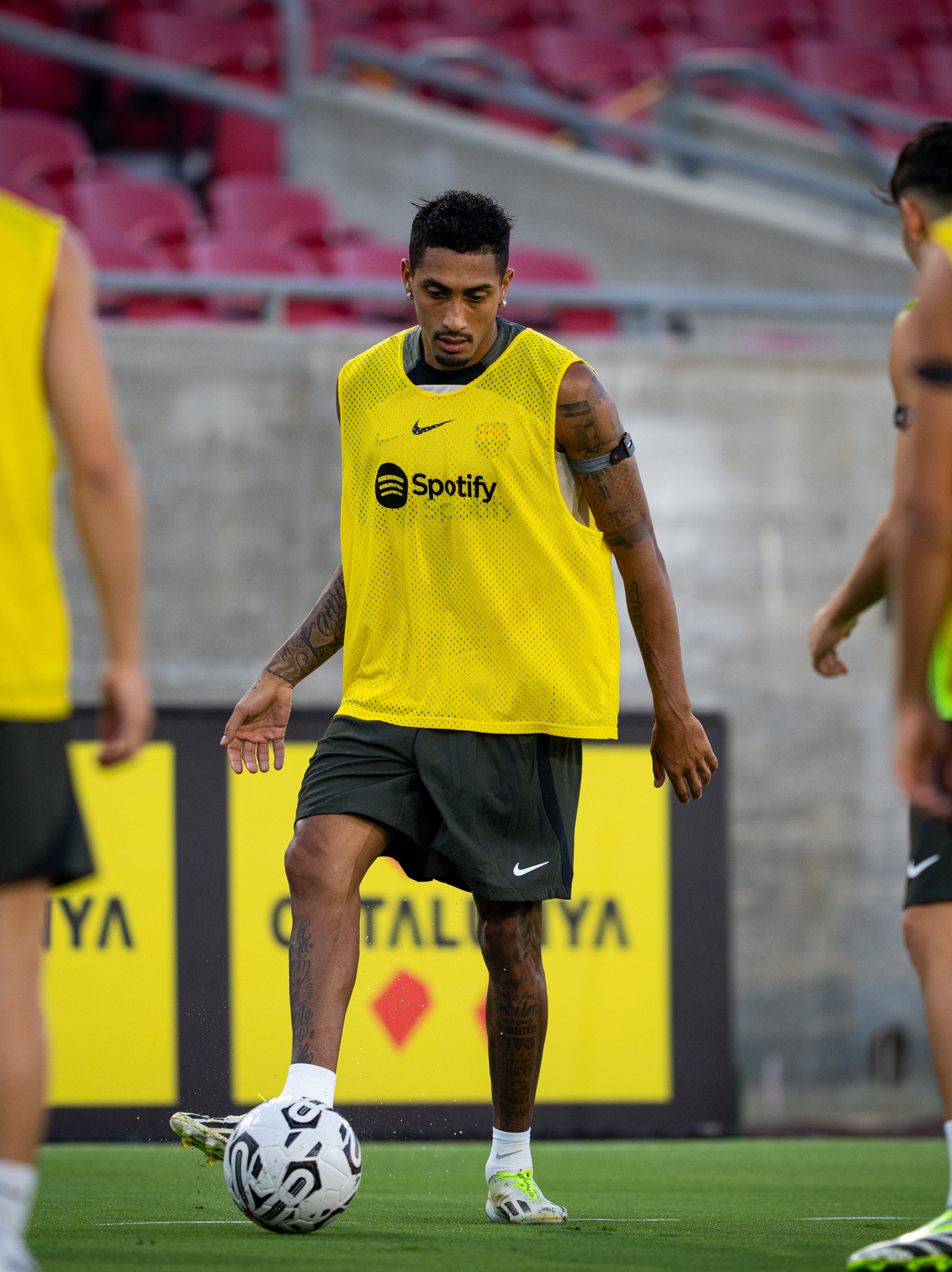
Raphinha tập luyện cùng Barcelona năm 2023

Sau khi vắng mặt một phần của mùa giải mới, Raphinha đã phải vật lộn để đáp ứng kỳ vọng của người hâm mộ và ban quản lý Barcelona tại La Liga, mặc dù được huấn luyện viên Xavi ủng hộ. Cuối cùng, anh đã mất vị trí của mình trong đội hình xuất phát vào tay cầu thủ trẻ triển vọng Lamine Yamal, người đã ghi bàn trong thời gian Raphinha vắng mặt do chấn thương và vào cuối phần đầu tiên của mùa giải, anh chỉ ghi được ba bàn thắng.
Mặc dù có một mùa giải chung đáng thất vọng, Raphinha đã đóng vai trò quan trọng trong chiến dịch Champions League của Barcelona, khi tham gia vào hai bàn thắng trong chiến thắng 3–1 trước Napoli vào ngày 12 tháng 3, trong trận lượt đi trên sân nhà, giúp họ bị loại với tỷ số chung cuộc 4–2. Vào ngày 10 tháng 4 năm 2024, anh ghi bàn thắng đầu tiên tại Champions League bằng cú đúp trong chiến thắng 3–2 trên sân khách trước nhà vô địch Ligue 1 Paris Saint-Germain tại Parc des Princes trong trận lượt đi của vòng tứ kết, và được trao giải Cầu thủ xuất sắc nhất trận đấu. Ở trận lượt về trên sân nhà, mặc dù ghi bàn mở tỷ số, đội bóng Paris đã lật ngược tình thế với chiến thắng 4–1, loại Barça.

## Sự nghiệp đội tuyển quốc gia
Vào tháng 8 năm 2021, Raphinha được chọn để đại diện cho Brazil tham dự vòng loại World Cup của đội gặp Chile, Argentina và Peru.
Vào ngày 7 tháng 10 năm 2021, Raphinha đã có trận ra mắt chính thức cho đội tuyển quốc gia khi vào sân thay người ở hiệp một trong chiến thắng ngược dòng 3–1 trước Venezuela. Anh đã kiến tạo hai bàn thắng và giành được một quả phạt đền trong 45 phút trên sân, nhận được lời khen ngợi từ các chuyên gia thể thao và người hâm mộ. Vào ngày 15 tháng 10, anh đã ghi hai bàn thắng quốc tế đầu tiên trong trận đấu vòng loại với Uruguay.
Vào ngày 7 tháng 11 năm 2022, Raphinha được huấn luyện viên Tite triệu tập vào đội hình tham dự FIFA World Cup 2022. Brazil đã lọt vào vòng tứ kết của giải đấu, nơi họ bị loại bởi Croatia vào ngày 9 tháng 12, sau khi thua 4–2 trong loạt sút luân lưu sau khi hòa 1–1.
Vào ngày 10 tháng 5, anh được triệu tập vào đội tuyển Brazil để tham dự Copa América 2024. Anh đã ghi bàn thắng duy nhất của mình trong giải đấu vào lưới Colombia trong trận đấu vòng bảng thứ ba của họ, với tỷ số hòa 1–1. Brazil đã bị loại khỏi giải đấu sau thất bại 4–2 trong loạt sút luân lưu sau trận hòa không bàn thắng với Uruguay ở vòng tứ kết.

## Phong cách chơi bóng
Raphinha là một cầu thủ chạy cánh đa năng được biết đến với khả năng kỹ thuật, sự nhanh nhẹn, tốc độ và tỷ lệ làm việc phòng ngự. Chủ yếu hoạt động ở vị trí cánh phải, anh sử dụng chân trái để cắt vào trong, tạo ra cơ hội ghi bàn hoặc chuyền bóng vào các khu vực nguy hiểm. Khả năng rê bóng của anh, đặc trưng bởi khả năng kiểm soát chặt chẽ, thay đổi hướng nhanh chóng và sự kết hợp giữa tốc độ và sự sáng tạo, cho phép anh vượt qua các hậu vệ trong các tình huống một chọi một. Là một cầu thủ chuyền bóng thành thạo, Raphinha thực hiện những đường chuyền chéo chính xác và luồn lách vào vòng cấm, kéo giãn hàng phòng ngự của đối phương đồng thời cũng hoạt động hiệu quả trong không gian hẹp. Về mặt phòng ngự, anh đóng vai trò quan trọng trong việc phản công, giành lại quyền kiểm soát bóng bằng cách theo kèm để hỗ trợ hậu vệ biên hoặc phá vỡ lối chơi triển khai bóng của đối phương.
Tại Barcelona dưới thời Hansi Flick, vai trò chiến thuật của Raphinha đã phát triển từ một cầu thủ chạy cánh truyền thống thành một cầu thủ ở vị trí trung tâm hơn trong vai trò tiền đạo thứ hai. Sự thay đổi này cho phép anh khai thác khoảng trống giữa các tuyến phòng ngự và tiền vệ của đối phương, thực hiện các pha chạy chéo vào vòng cấm hoặc dạt vào trong trong khi các tiền đạo khác, chẳng hạn như Robert Lewandowski, tạo ra chiều rộng. Bằng cách không bị giới hạn ở cánh, Raphinha đã kéo giãn cấu trúc phòng ngự, tạo thêm không gian và cơ hội cho bản thân và các đồng đội. Sự thay đổi tốc độ nhanh chóng và di chuyển thông minh của anh cho phép liên kết với các cầu thủ như Dani Olmo, đồng thời hỗ trợ các pha tấn công từ các vị trí sâu hơn.

## Thống kê sự nghiệp

### Câu lạc bộ
Tính đến 25 tháng 5 năm 2025
| Câu lạc bộ          | Mùa giải            | Giải đấu            | Giải đấu | Giải đấu | Cúp quốc gia | Cúp quốc gia | Cúp liên đoàn | Cúp liên đoàn | Châu lục | Châu lục | Khác | Khác | Tổng cộng | Tổng cộng |
| Câu lạc bộ          | Mùa giải            | Hạng đấu            | Trận     | Bàn      | Trận         | Bàn          | Trận          | Bàn           | Trận     | Bàn      | Trận | Bàn  | Trận      | Bàn       |
| ------------------- | ------------------- | ------------------- | -------- | -------- | ------------ | ------------ | ------------- | ------------- | -------- | -------- | ---- | ---- | --------- | --------- |
| Vitória Guimarães B | 2015–16             | LigaPro             | 16       | 5        | —            | —            | —             | —             | —        | —        | —    | —    | 16        | 5         |
| Vitória Guimarães   | 2015–16             | Primeira Liga       | 1        | 0        | —            | —            | —             | —             | —        | —        | —    | —    | 1         | 0         |
| Vitória Guimarães   | 2016–17             | Primeira Liga       | 32       | 4        | 7            | 0            | 2             | 0             | —        | —        | —    | —    | 41        | 4         |
| Vitória Guimarães   | 2017–18             | Primeira Liga       | 32       | 15       | 1            | 1            | 3             | 1             | 6        | 0        | 1    | 1    | 43        | 18        |
| Vitória Guimarães   | Tổng cộng           | Tổng cộng           | 65       | 19       | 8            | 1            | 5             | 1             | 6        | 0        | 1    | 1    | 85        | 22        |
| Sporting CP         | 2018–19             | Primeira Liga       | 24       | 4        | 4            | 0            | 4             | 2             | 4        | 1        | —    | —    | 36        | 7         |
| Sporting CP         | 2019–20             | Primeira Liga       | 4        | 2        | —            | —            | —             | —             | —        | —        | 1    | 0    | 5         | 2         |
| Sporting CP         | Tổng cộng           | Tổng cộng           | 28       | 6        | 4            | 0            | 4             | 2             | 4        | 1        | 1    | 0    | 41        | 9         |
| Rennes              | 2019–20             | Ligue 1             | 22       | 5        | 3            | 2            | 1             | 0             | 4        | 0        | 0    | 0    | 30        | 7         |
| Rennes              | 2020–21             | Ligue 1             | 6        | 1        | —            | —            | —             | —             | —        | —        | —    | —    | 6         | 1         |
| Rennes              | Tổng cộng           | Tổng cộng           | 28       | 6        | 3            | 2            | 1             | 0             | 4        | 0        | 0    | 0    | 36        | 8         |
| Leeds United        | 2020–21             | Premier League      | 30       | 6        | 1            | 0            | 0             | 0             | —        | —        | —    | —    | 31        | 6         |
| Leeds United        | 2021–22             | Premier League      | 35       | 11       | 1            | 0            | 0             | 0             | —        | —        | —    | —    | 36        | 11        |
| Leeds United        | Tổng cộng           | Tổng cộng           | 65       | 17       | 2            | 0            | 0             | 0             | —        | —        | —    | —    | 67        | 17        |
| Barcelona           | 2022–23             | La Liga             | 36       | 7        | 5            | 2            | —             | —             | 7        | 1        | 2    | 0    | 50        | 10        |
| Barcelona           | 2023–24             | La Liga             | 28       | 6        | 1            | 1            | —             | —             | 7        | 3        | 1    | 0    | 37        | 10        |
| Barcelona           | 2024–25             | La Liga             | 36       | 18       | 5            | 1            | —             | —             | 14       | 13       | 2    | 2    | 57        | 34        |
| Barcelona           | 2025–26             | La Liga             | 0        | 0        | 0            | 0            | —             | —             | 0        | 0        | 0    | 0    | 0         | 0         |
| Barcelona           | Tổng cộng           | Tổng cộng           | 100      | 31       | 11           | 4            | —             | —             | 28       | 17       | 5    | 2    | 144       | 54        |
| Tổng cộng sự nghiệp | Tổng cộng sự nghiệp | Tổng cộng sự nghiệp | 302      | 84       | 28           | 7            | 10            | 3             | 42       | 18       | 7    | 3    | 389       | 115       |

1. ↑  Bao gồm Taça de Portugal, Coupe de France, FA Cup, Copa del Rey
2. ↑  Bao gồm Taça da Liga, Coupe de la Ligue
3. 1 2 3  Số lần ra sân tại UEFA Europa League
4. 1 2  Ra sân tại Supertaça Cândido de Oliveira
5. ↑  Năm lần ra sân tại UEFA Champions League, hai lần ra sân và một bàn thắng tại UEFA Europa League
6. 1 2 3  Số lần ra sân tại Supercopa de España
7. 1 2  Số lần ra sân tại UEFA Champions League

### Quốc tế
Tính đến 10 tháng 6 năm 2025
| Đội tuyển quốc gia | Năm       | Trận | Bàn |
| ------------------ | --------- | ---- | --- |
| Brasil             | 2021      | 5    | 2   |
| Brasil             | 2022      | 11   | 3   |
| Brasil             | 2023      | 4    | 1   |
| Brasil             | 2024      | 11   | 4   |
| Brasil             | 2025      | 3    | 1   |
| Tổng cộng          | Tổng cộng | 34   | 11  |

| No. | Ngày                 | Địa điểm                                               | Lần ra sân | Đối thủ   | Bàn thắng | Kết quả | Giải đấu                      |
| --- | -------------------- | ------------------------------------------------------ | ---------- | --------- | --------- | ------- | ----------------------------- |
| 1   | 14 tháng 10 năm 2021 | Arena da Amazônia, Manaus, Brazil                      | 3          | Uruguay   | 2–0       | 4–1     | Vòng loại FIFA World Cup 2022 |
| 2   | 14 tháng 10 năm 2021 | Arena da Amazônia, Manaus, Brazil                      | 3          | Uruguay   | 3–0       | 4–1     | Vòng loại FIFA World Cup 2022 |
| 3   | 1 tháng 2 năm 2022   | Mineirão, Belo Horizonte, Brazil                       | 7          | Paraguay  | 1–0       | 4–0     | Vòng loại FIFA World Cup 2022 |
| 4   | 27 tháng 9 năm 2022  | Sân vận động Công viên các Hoàng tử, Paris, Pháp       | 11         | Tunisia   | 1–0       | 5–1     | Giao hữu                      |
| 5   | 27 tháng 9 năm 2022  | Sân vận động Công viên các Hoàng tử, Paris, Pháp       | 11         | Tunisia   | 4–1       | 5–1     | Giao hữu                      |
| 6   | 8 tháng 9 năm 2023   | Mangueirão, Belém, Brazil                              | 17         | Bolivia   | 2–0       | 5–1     | Vòng loại FIFA World Cup 2026 |
| 7   | 2 tháng 7 năm 2024   | Sân vận động Levi's, Santa Clara, Hoa Kỳ               | 26         | Colombia  | 1–0       | 1–1     | Copa América 2024             |
| 8   | 15 tháng 10 năm 2024 | Sân vận động Quốc gia Mané Garrincha, Brasília, Brazil | 29         | Perú      | 1–0       | 4–0     | Vòng loại FIFA World Cup 2026 |
| 9   | 15 tháng 10 năm 2024 | Sân vận động Quốc gia Mané Garrincha, Brasília, Brazil | 29         | Perú      | 2–0       | 4–0     | Vòng loại FIFA World Cup 2026 |
| 10  | 14 tháng 11 năm 2024 | Estadio Monumental, Maturín, Venezuela                 | 30         | Venezuela | 1–0       | 1–1     | Vòng loại FIFA World Cup 2026 |
| 11  | 20 tháng 3 năm 2025  | Sân vận động Quốc gia Mané Garrincha, Brasília, Brazil | 32         | Colombia  | 1–0       | 2–1     | Vòng loại FIFA World Cup 2026 |

## Danh hiệu
Sporting CP
- Taça de Portugal: 2018–19[69]
- Taça da Liga: 2018–19[70]

Barcelona
- La Liga: 2022–23,[71] 2024–25[72]
- Copa del Rey: 2024–25[73]
- Supercopa de España: 2023,[74] 2025[75]

Cá nhân
- Vitória Guimarães Cầu thủ đột phá của năm: 2017[76]
- Copa América Team of the Tournament: 2024[77]
- Cầu thủ xuất sắc nhất tháng của La Liga: Tháng 8 năm 2024[78]
- Đội tuyển nam CONMEBOL của IFFHS: 2024[79]
- Supercopa de España Cầu thủ xuất sắc nhất trận đấu: 2025